# Tank Française
Il Tank Française è un orologio creato nel 1917 ed è facilmente distinguibile per il suo design esclusivo per un'epoca abituata a modelli da tasca.
Gli studi di progettazione e sviluppo di questo modello sono stati effettuati da un'equipe creativa di Cartier (stilisti, prototipisti, modellisti), seguendo uno schema inusuale: si è, infatti, "partiti" dal bracciale (interpretato come gioiello), cercando di adattare ad esso una cassa che garantisse l'essenza di soluzioni di continuità estetica. Ecco, dunque, che la concezione contemporanea del montre-bracelet ha ceduto il passo a quella storica, ma potenzialmente innovativa, del bracelet-montre. 
Tale interpretazione strutturale impone di relegare la misura del tempo in secondo piano, rispetto all'estetica dell'orologio: gli elementi costitutivi, bracciale e cassa, sono indissociabili e la circonferenza descritta dal primo non deve presentare alcuna interruzione di linea, né di volumi, come se la cassa non rappresentasse altro che una delle tante maglie di un normale e prezioso bracciale, nel senso specifico del termine.
Il Tank Francaise costituisce una nuova tappa nella ricerca tecnica ed estetica sulle forme della linea Tank iniziata come produzione agli inizi del '900. 